# Tom Wilkinson
Tom Wilkinson, właśc. Thomas Geoffrey Wilkinson OBE (ur. 5 lutego 1948 w Leeds, zm. 30 grudnia 2023 w Londynie) – brytyjski aktor.
W 2005 został odznaczony Orderem Imperium Brytyjskiego (OBE).

## Życiorys

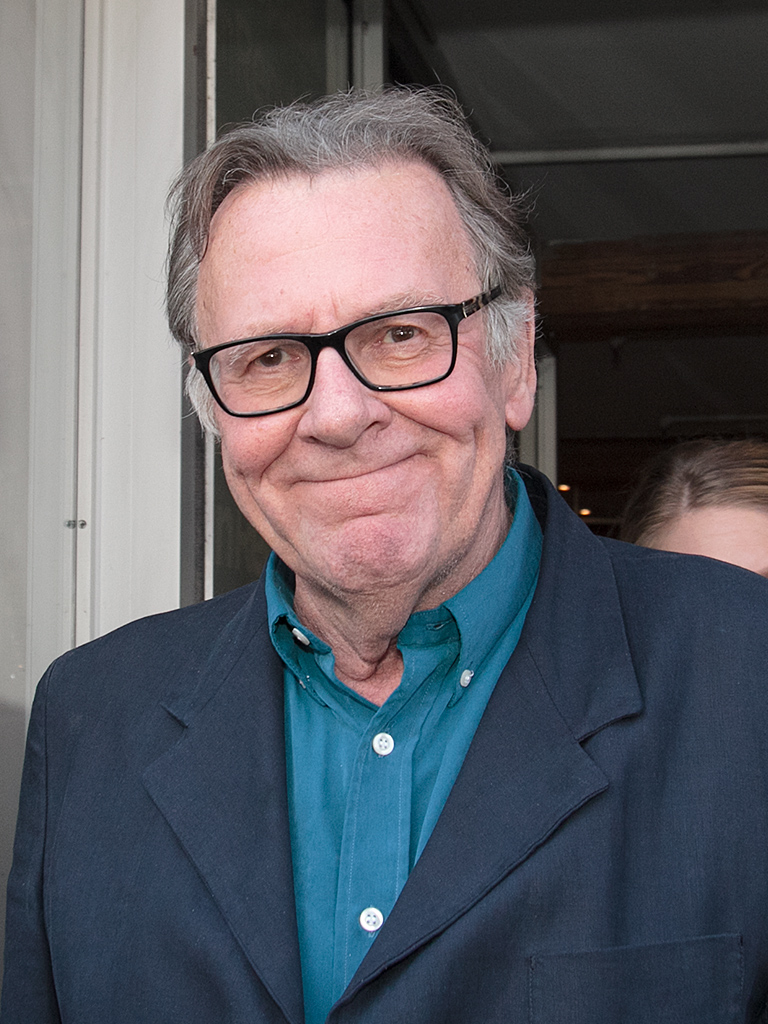
Tom Wilkinson (TIFF 2016)

Urodził się w Leeds w hrabstwie West Riding of Yorkshire jako syn Marjorie i Thomasa Wilkinsona, rolnika. W wieku 11 lat przeniósł się z rodziną do Kitimat w Kolumbii Brytyjskiej w Kanadzie, gdzie mieszkał przez pięć lat, po czym powrócił do Wielkiej Brytanii i założył pub w Kornwalii. Wilkinson ukończył literaturę angielską i amerykańską na University of Kent. Podczas studiów Wilkinson zainteresował się aktorstwem i reżyserią w Towarzystwie Dramatycznym Uniwersytetu Kent (obecnie T24 Drama Society). Po ukończeniu studiów Wilkinson uczęszczał następnie do Royal Academy of Dramatic Art w Londynie, którą ukończył w 1973.
Zadebiutował na scenie w Nottingham Playhouse. Po raz pierwszy trafił na ekran jako Ransome w dreszczowcu Andrzeja Wajdy Smuga cienia (1976) na podstawie powieści Josepha Conrada pod tym samym tytułem. Później dołączył do Royal Shakespeare Company i wystąpił na West Endzie w roli Horatio w Hamlecie (1980), za co otrzymał nominację do nagrody Laurence Olivier Award dla najlepszego aktora drugoplanowego. Kolejną nominację do Laurence Olivier Award zdobył jako dr Stockmann we Wrogu ludu (1988).
Laureat nagrody BAFTA dla najlepszego aktora drugoplanowego za rolę Geralda Arthura Coopera w komedii Petera Cattaneo Goło i wesoło (1997). Był nominowany do Oscara dla najlepszego aktora pierwszoplanowego oraz zdobył Independent Spirit Awards i nagrodę specjalną Jury na Sundance Film Festival za rolę Matta Fowlera w dramacie Todda Fielda Za drzwiami sypialni (2001). Po raz drugi był nominowany do Oscara dla najlepszego aktora drugoplanowego za rolę Arthura Edensa, prawnik w firmie Kenner, Bach i Ledeen w dreszczowcu Tony’ego Gilroya Michael Clayton (2007). Zdobywca nagrody Emmy i Złotego Globu dla najlepszego aktora drugoplanowego w serialu, miniserialu lub filmie telewizyjnym za rolę Benjamina Franklina w miniserialu HBO John Adams (2008).

## Życie prywatne
5 stycznia 1988 zawarł związek małżeński z aktorką Dianą Hardcastle, z którą miał dwie córki – Alice (ur. 1989) i Molly (ur. 1992).

### Śmierć
Zmarł 30 grudnia 2023 w swoim domu w London Borough of Haringey wieku 75 lat.

## Filmografia
- Smuga cienia (1976) jako Ransome
- Spyship (1983) jako Martin Taylor
- Bones (1984) jako Tom
- Squaring the Circle (1984) jako Rulewski
- Parker (1984) jako Tom
- Wetherby (1985) jako Roger Braithwaite
- Kieszeń pełna żyta (A Pocket Full of Rye, 1985) jako detektyw Inspektor Neele
- Sylvia (1985) jako Keith Henderson
- Sharma and Beyond (1986) jako Vivian
- Kobieta, którą kochał (The Woman He Loved, 1988) jako Ernest Simpson
- The Attic: The Hiding of Anne Frank, 1988 – jako Silberbauer
- First and Last (1989) jako Stephen
- Za maską (Paper Mask, 1990) jako dr Thorn
- Główny podejrzany (Prime Suspect, 1991) jako Peter Rawlins
- Underbelly (1992) jako Paul Manning
- An Exchange of Fire (1993) jako prezydent Slajek
- W imię ojca (In the Name of the Father, 1993) jako oskarżyciel w sądzie apelacyjnym
- Trójkąt namiętności (A Business Affair, 1994) jako Bob
- Martin Chuzzlewit (1994) jako Seth Pecksniff
- Książę Jutlandii (Prince of Jutland, 1994) jako Hardvendel
- All Things Bright and Beautiful (1994) jako ojciec McAteer
- A Very Open Prison (1994) jako sekretarz
- Ksiądz (Priest, 1994) jako Matthew Thomas
- Rozważna i romantyczna (Sense and Sensibility, 1995) jako pan Dashwood
- Duch i Mrok (The Ghost and the Darkness, 1996) jako John Beaumont
- Dzień Eskimosa (Eskimo Day, 1996) jako Hugh
- Crossing the Floor (1996) jako David Hanratty
- Goło i wesoło (The Full Monty, 1997) jako Gerald
- Jilting Joe (1997) jako Wyatt
- Wilde. Historia pisarza (Wilde, 1997) jako Markiz Queensberry
- Cold Enough for Snow (1997) jako Hugh Lloyd
- Biały labirynt (Smilla's Sense of Snow, 1997) jako dr Loyen
- Oskar i Lucinda (Oscar and Lucinda, 1997) jako Hugh Stratton
- Godziny szczytu (Rush Hour, 1998) jako Thomas Griffin / Juntao
- Zakochany Szekspir (Shakespeare in Love, 1998) jako Hugh Fennyman
- Guwernantka (The Governess, 1998) jako Charles Cavendish
- Przejażdżka z diabłem (Ride with the Devil, 1999) jako Orton Brown
- Molokai – historia ojca Damiana (Molokai: The Story of Father Damien, 1999) jako brat Dutton
- Łańcuch szczęścia (Chain of Fools, 2000) jako Bollingsworth
- Patriota (The Patriot, 2000) jako gen. Charles Cornwallis
- Chłopcy z Essex (Essex Boys, 2000) jako John Dyke
- Czarny rycerz (The Black Knight, 2001) jako sir Knolte
- W innym życiu (Another Life, 2001) jako pan Carlton
- Za drzwiami sypialni (In the Bedroom, 2001) jako Matt Fowler
- Bądźmy poważni na serio (The Importance of Being Earnest, 2002) jako dr Chasuble
- Zanim odejdziesz (Before You Go, 2002) jako Frank
- Anioł dla May (Angel for May, An, 2002) jako Sam Wheeler
- Wzbierająca burza (The Gathering Storm, 2002) jako sir Robert Vansittart
- Normalny (Normal, 2003) jako Roy
- Dziewczyna z perłą (Girl With a Pearl Earring, 2003) jako Van Ruijven
- Królowa sceny (Stage Beauty, 2004) jako Betterton
- Porządna kobieta (A Good Woman, 2004) jako Tuppy
- Jeśli tylko (If Only, 2004) jako kierowca taxi
- Zakochany bez pamięci (Eternal Sunshine of the Spotless Mind, 2004) jako dr Howard Mierzwiak
- Egzorcyzmy Emily Rose (The Exorcism of Emily Rose, 2005) jako ojciec Moore
- Batman: Początek (Batman Begins, 2005) jako Carmine Falcone
- Dwie prawdy (Separate Lies, 2005) jako James Manning
- The Night of the White Pants (2006) jako Max Hagan
- Przyjaciele (The Last Kiss, 2006) jako Stephen
- Dedication (2007) jako Rudy Holt
- Michael Clayton (2007) jako Arthur Edens
- Sen Kasandry (Cassandra's Dream, 2007) jako Howard
- John Adams (2008) jako Benjamin Franklin
- RocknRolla (2008) jako Lenny Cole
- Jackboots on Whitehall (2008) jako Goebbels (głos)
- Recount  (2008) jako James Baker
- Gra dla dwojga (2009) jako Howard Tully
- Walkiria (2009) jako Friedrich Fromm
- Spisek (2010) jako Reverdy Johnson
- Autor widmo  (2010) jako Paull Emmett
- Dług (2011) jako Stephan Gold
- Hotel Marigold (2011) jako Graham
- Mission: Impossible – Ghost Protocol (2011) jako sekretarz IMF
- The Green Hornet 3D (2012) jako James Reid
- Jeździec znikąd (2013) jako Latham Cole
- Felony (2013) jako detektyw Carl Summer
- Selma (2014) jako prezydent Lyndon B. Johnson
- Grand Budapest Hotel  (2014) jako Autor
- Dobrzy ludzie (2014) jako inspektor John Halden
- Niedokończony interes (2015) jako wspólnik
- Wesele Jenny (2015) jako Eddie
- Wybór (2015) jako Shep
- Snowden (2016) jako Ewen MacAskill
- Kłamstwo (2016) jako Richard Rampton
- Niezwykły świat Belli Brown (2016) jako Alfie Stephenson
- Projekt Larson (2018) jako Paul Scherrer
- Szczęśliwy książę (2018) jako Cuthbert Dunne
- Brzemię (2018) jako Tom Griffin
- Śmierć gwarantowana (2018) jako Leslie
- SAS: Zamach w Eurotunelu (2021) jako William Lewis

## Odznaczenia
- Officer Orderu Imperium Brytyjskiego – ogłoszenie 2004[9]